# Ernst August Scherling
Ernst August Scherling (* 20. April 1859 in Lübeck; † 3. August 1939) war der erste Geschäftsführer der Großeinkaufs-Gesellschaft Deutscher Consumvereine m.b.H. (GEG), Hamburg.

## Jugend
Scherling wurde in Lübeck als Sohn des Mathematiklehrers Johann Christian Scherling geboren. Er besuchte den Realschulzweig des Katharineums zu Lübeck, den er mit dem Einjährigen 1875 verließ. Im Jahr 1875 meldete er sich zum einjährigen-freiwilligen Militärdienst. Von 1876 bis 1879 ging er in die Lehre des Großhandelskaufmanns bei der Kolonialwarenfirma Boye & Schweighofer in den Hansestädten Lübeck und Hamburg. Von 1879 bis 1880 genügte er seiner einjährigen Militärpflicht in seiner Vaterstadt Lübeck.

## Auslandsaufenthalte
Er ging 1880 nach Venezuela, kehrte jedoch infolge der fortgesetzten Unruhen dort im Lande bereits nach einem Jahr nach Deutschland zurück. Im Frühjahr 1882 ging er nach Laboen-Deli auf der Insel Sumatra für die Firma F. Kehding, Reederei, Import, Export, und Bankgeschäft. Der Firmeninhaber war zugleich deutscher Konsul. Heftige Malariafieber nötigten Scherling wiederholt, Reisen nach Straits Settlements, China und Japan zu machen. Er wurde 1886 Prokurist der Firma, als welcher er speziell das Bankfach, den Export und die Reederei zu leiten hatte. Von 1890 bis 1892 hatte er zudem in Abwesenheit des deutschen Konsuls das Konsulat zu verwalten. Im Jahr 1893 nötigten ihn wiederholte heftige Malariaanfälle ganz von Sumatra zu scheiden und nach Hamburg zurückzukehren.

## Geschäftsführer der GEG
Am 7. Januar 1894 wurde er zum Geschäftsführer der Großeinkaufs-Gesellschaft deutscher Consumvereine m. b. H. gewählt. Deren alleiniger Geschäftsführer war er bis zum Jahr 1900. Dann wurde die Zahl der Geschäftsführer auf zwei, später auf drei erhöht. Bemerkenswert ist, dass er bei seiner Bestellung 1894 zum Geschäftsführer nicht aus der Arbeiterbewegung oder Konsumgenossenschaftsbewegung hervorging, sondern ein umfassend ausgebildeter und welterfahrener Fachmann war. Dies nicht nur im Waren-, sondern auch im Bankgeschäft. Sein Verdienst war insbesondere die Einrichtung der Bankabteilung der GEG, die eine hervorragende Bedeutung für die Finanzierung der Konsumgenossenschaftsbewegung der Hamburger Richtung bekam.
Im Jahre 1899 unternahm er mit sieben Aufsichtsratsmitgliedern der GEG und einem weiteren Konsumgenossenschafter auf Einladung der Co-operative Wholesale Society Limited (C.W.S) eine Englandreise, um die Organisation und Betriebe der C.W.S. kennenzulernen.
Im Jahr 1914 sah er sich gezwungen, aus gesundheitlichen Gründen sein Amt aufzugeben. Es war wohl das Malariafieber, an dem er schon früh bei einem Auslandsaufenthalt erkrankte.

## Privatleben
Ernst Scherling heiratete Magdalena Boutin am 10. November 1888 in Hamburg. Mit ihr hatte er die Kinder Gertrud Elisabeth (* 1896) und Kurt Rudolph (* 1897).
Nach dem Tod von Magdalena im Jahre 1907 heiratete Scherling am 14. Januar 1911 zum zweiten Male. Zu seiner Ehefrau wurde Margarethe Dorothee Lorenz (geb. Heins), die dies auch bis zu seinem Tode blieb.
Ernst August Scherling verstarb am 3. August 1939 im Krankenhaus und Diakonissenheim Ebenezer in der Friedrichsberger Straße 53.

## Straßenname
Seit dem 2. Mai 1966 ist in Hamburg-Horn der Ernst-Scherling-Weg nach ihm benannt.